# Besim Bokshi
Besim Bokshi (serbokroatisch Бесим Бокси Besim Bokši; * 12. November 1930 in Đakovica, Königreich Jugoslawien, heute Kosovo; † 16. August 2014 ebenda) war ein kosovo-albanischer Lyriker und Sprachwissenschaftler. In seiner Heimat Kosovo betätigte er sich auch als Politiker.

## Leben
Da seine Familie nach Albanien zog, wuchs Besim Bokshi in Vlora und Tirana auf und kehrte erst 1945 wieder in seine Geburtsstadt Gjakova zurück. Er studierte an der Universität Belgrad und promovierte 1974 an der Universität Pristina, wo er seitdem als Dozent für Sprachwissenschaft tätig war. Nach 1966 veröffentlichte er zwei Gedichtbände. Ab 1996 war er reguläres Mitglied der Akademie der Wissenschaften und Künste des Kosovo.
Besim Bokshi war ab Anfang der 1990er Jahre Mitglied der Sozialdemokratischen Partei des Kosovo, in den Jahren 1994 bis 2000 war er Parteivorsitzender.

## Werke

### Gedichtbände
- Në pritje. (In Erwartung), 1966
- Hije të këputura. (Zerbrochene Schatten), 1996
- Gedichte Windreiter und Der tiefe Fluß in deutscher Übersetzung, in: Literatur und Kritik, Jg. 1992, Nr. 267/268,  S. 67f (auch online) und biographische Notiz ebd. S. 55

### Wissenschaftliche Werke
- (mit Rexhep Qosja): Rruga e formimit të fleksionit të sotëm nominal të shqipes. (Entwicklung der Bildung der heutigen Nominalflexion im Albanischen), 1980
- Prapavendosja e nyjës në gjuhët ballkanike. (Die Postposition des Artikels in den Balkansprachen), 1984